# Orlik Opole
Orlik Opole ist eine polnische Eishockeymannschaft aus Oppeln, welche 1996 gegründet wurde. Die Mannschaft spielte seit 2014 wieder in der Ekstraliga, der höchsten polnischen Spielklasse, musste aber 2019 den Abstieg in die I liga hinnehmen. Inzwischen spielt er auch dort nicht mehr.

## Geschichte
Orlik Opole wurde 1996 gegründet. Größter Erfolg der Mannschaft war der Gewinn des Meistertitels der zweitklassigen I liga in der Saison 2002/03 und der damit verbundene Aufstieg in die Ekstraliga, die höchste polnische Spielklasse. In der Saison 2003/04 erreichte die Mannschaft in 28 Spielen 30 Punkte, musste sich anschließend jedoch aus der Liga zurückziehen und spielte anschließend wieder in der zweitklassigen I liga. Erst nach zehn Jahren gelang 2014 die Rückkehr in die Erstklassigkeit. Dort konnte die Mannschaft im ersten Jahr den siebten Platz und damit das Playoff-Viertelfinale erreichen, das jedoch gegen den amtierenden Meister KH Sanok mit 0:3 Spielen verloren wurde. Auch in den Folgejahren scheiterten die Oppelner im Viertelfinale. 2019 wurde die Mannschaft nur Zehnter und verlor in den Pre-Playoffs gegen Stoczniowiec Gdańsk. In den Playouts wurde sie dann nur Dritter hinter Zagłębie Sosnowiec und I-liga-Meister Naprzód Janow und musste so den Abstieg hinnehmen.

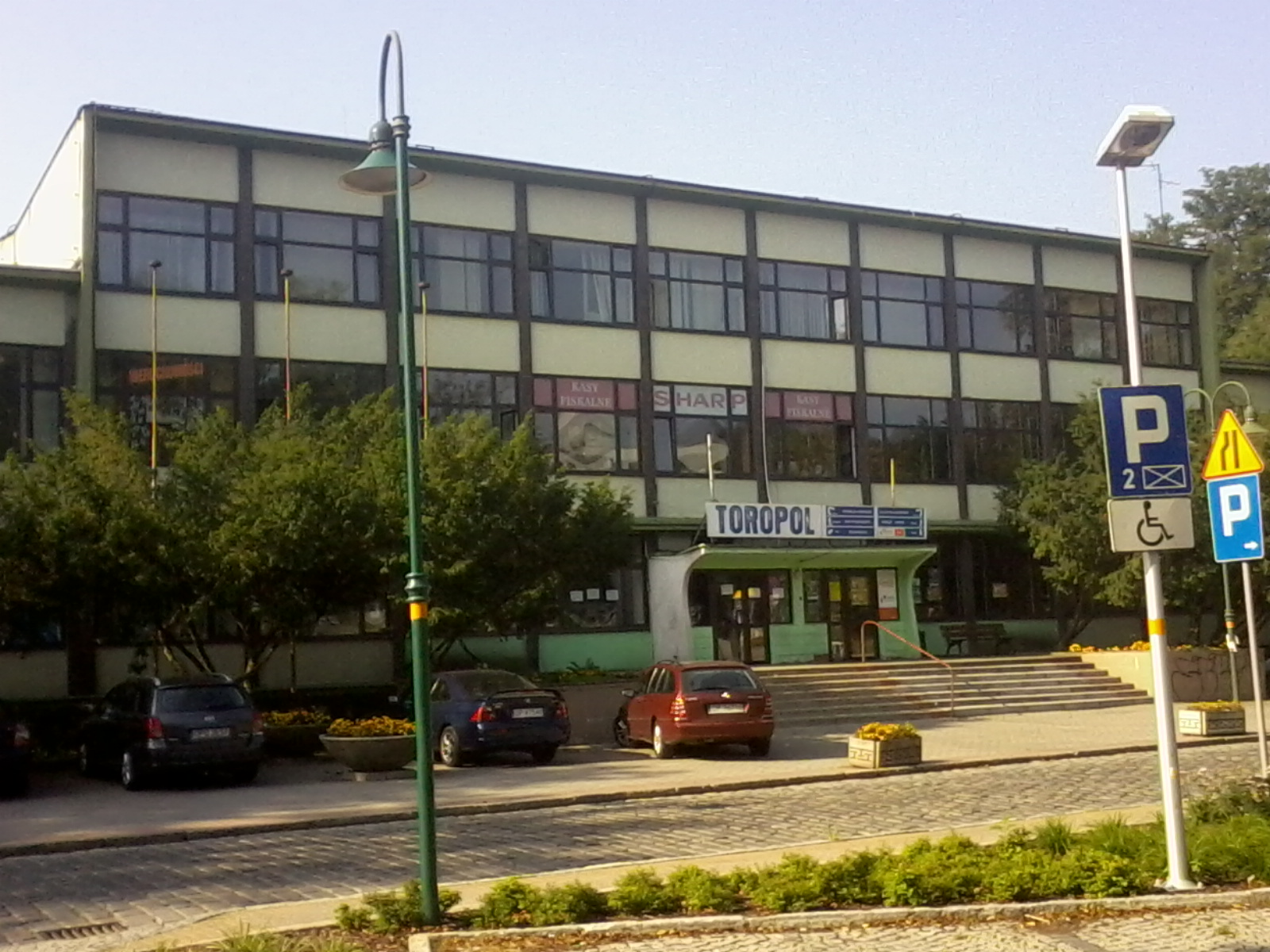
Toropol in Opole

## Erfolge
- Meister I liga: 2003